# Fontaine-les-Ribouts
Fontaine-les-Ribouts település Franciaországban, Eure-et-Loir megyében. Lakosainak száma 187 fő (2022. január 1.). Fontaine-les-Ribouts Châtaincourt, Saulnières, Saint-Jean-de-Rebervilliers és Saint-Ange-et-Torçay községekkel határos.

## Népesség
A település népességének változása:
| Lakosok száma | 122  | 142  | 201  | 235  | 227  | 215  | 208  | 205  | 199  | 187  |
|               | 1968 | 1982 | 1990 | 2006 | 2013 | 2015 | 2017 | 2019 | 2020 | 2022 |